# David J. Wineland

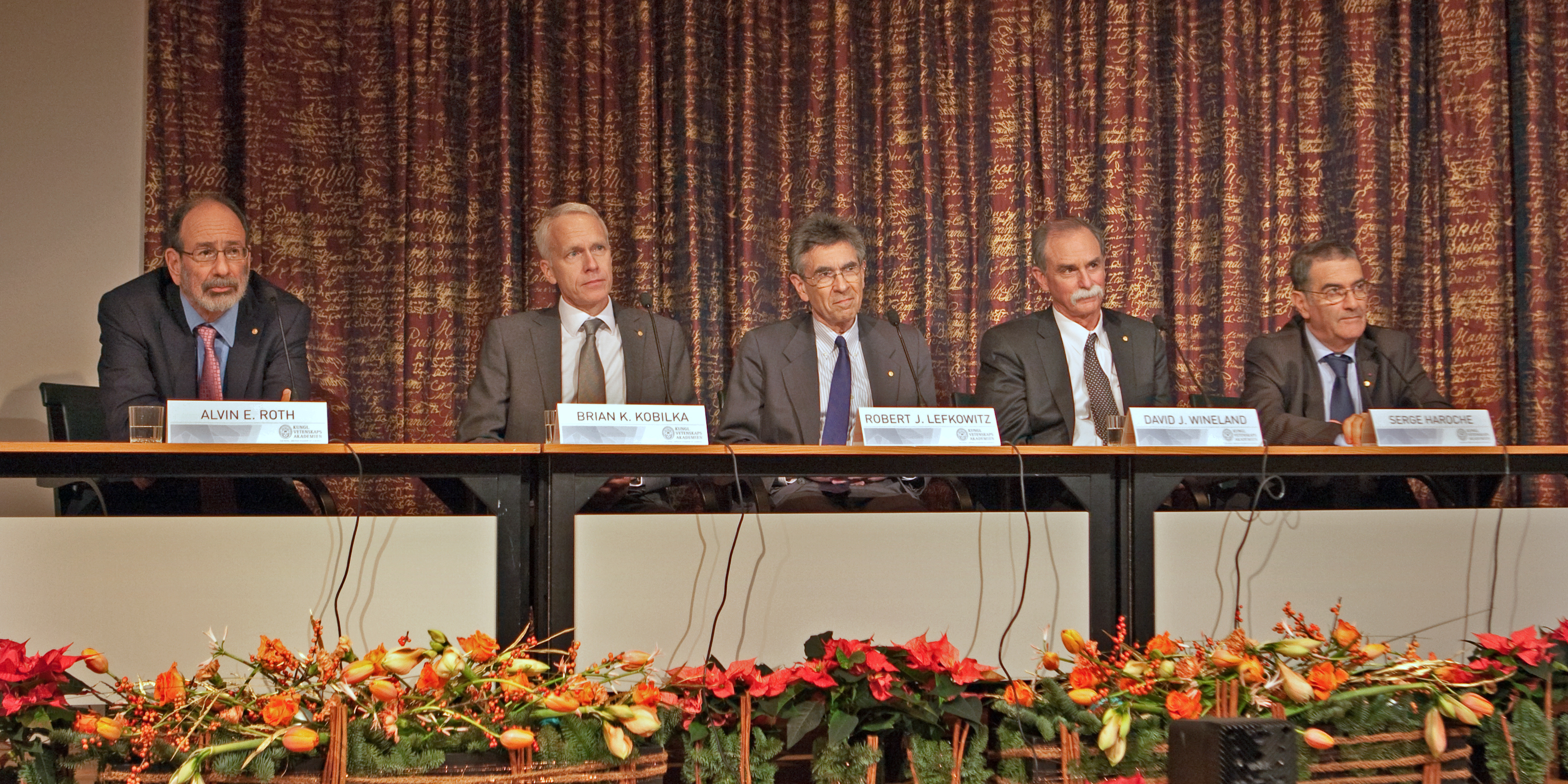
Nobel-díj nyertesek, 2012

David Jeffrey Wineland (Milwaukee, Wisconsin, 1944. február 24. –) Nobel-díjas amerikai fizikus. Kutatásokat végez optikában, ezen belül az ionok lézeres lehűtése Pauli csapdában és ezek felhasználása a kvantum-számítástechnikai műveletek elvégzéséhez. Ő kapta 2012-ben a Fizikai Nobel-díjat, Serge Haroche-el együtt a "úttörő kísérleti módszerek, amelyek lehetővé teszik a méréseket és a manipulációt egyes kvantumos rendszerekeben" munkájukért.

## Munkássága
Wineland a Encina középiskolában végzett Sacramentóban, Kaliforniában 1961-ben. Az egyetemi diplomáját 1965-ben a Kaliforniai Egyetemen szerezte meg Berkeleyben, a doktoriát 1970-ben a Harvard Egyetemen kapta. Felügyelő tanára Norman Foster Ramsey, Jr. volt. A doktori értekezésének címe "The Atomic Deuterium Maser". Ezután posztdoktori kutatásokat végzett Hans Dehmelt csoportjában, a Washingtoni Egyetemen, itt az elektron és ion csapdákat vizsgálta. 1975-ben csatlakozott az NIST-hez, ahol elkezdte az ion tároló csoportot. Wineland tagja az Amerikai Fizikai Társaságnak, az Amerikai Optikai Társaságnak, és beválasztották a National Academy of Sciences-be 1992-ben. Ő kapta a 2012-es fizikai Nobel-díjat.

## Családja
Wineland felesége Sedna Quimby-Wineland, és van két fiuk. Sedna Helen Quimby George I. Quimby lánya. George I. Quimby régész és antropológus, aki az antropológia professzora a Washingtoni Egyetemen és igazgatója a Thomas Burke Memorial Washington Állami Múzeumnak.

## Díjai
- 1990 Davisson-Germer-díj atom vagy felületi fizikában.
- 1990 William F. Meggers díj az Optical Society of America -tól.
- 1996 Einstein Díjat a Society of Optical and Quantum Electronics-tól a lézertudományért.
- 1998 Rabi Díjat az IEEE Ultrasonics, Ferroelectrics, és a Frequency Control Society-tól.
- 2001 Arthur L. Schawlow díjat lézertudományban.
- 2007 Nemzeti tudományos érmet mérnöki tudományokban.
- 2009 Herbert Walther Díjat az OSA-tól.
- 2010 Benjamin Franklin érem fizikában Juan Ignacio Cirac és Peter Zoller-el együtt.
- Frederic Ives Díjat
- 2012 fizikai Nobel-díjat megosztva Serge Harocheel

## Fordítás
- Ez a szócikk részben vagy egészben  a   David J. Wineland című angol Wikipédia-szócikk ezen változatának fordításán alapul.  Az eredeti cikk szerkesztőit annak laptörténete sorolja fel. Ez a jelzés csupán a megfogalmazás eredetét és a szerzői jogokat jelzi, nem szolgál a cikkben szereplő információk forrásmegjelöléseként.